# Ometepec-Nahuatl
Het Ometepec-Nahuatl is een taal uit de Uto-Azteekse taalfamilie. Het is een variant van het Nahuatl dat gesproken wordt door de Nahua, de oorspronkelijke bewoners van het huidige Mexico.  Bij ISO/DIS 639-3 is de code nht. Er zijn enige honderden sprekers. 